# Dents des Bouquetins
Dents des Bouquetins – skalne turnie w Alpach Pennińskich, w masywie Bouquetins. Leżą na granicy między Szwajcarią (kanton Valais) a Włochami (region Dolina Aosty). Można je zdobyć ze schronisk Rifugio Aosta (2788 m) po stronie włoskiej lub Refuge des Bouquetins (2980 m) po stronie szwajcarskiej.